# Murbeckiella pinnatifida
Murbeckiella pinnatifida är en korsblommig växtart som först beskrevs av Jean-Baptiste de Lamarck, och fick sitt nu gällande namn av Werner Hugo Paul Rothmaler. Murbeckiella pinnatifida ingår i släktet Murbeckiella och familjen korsblommiga växter. Inga underarter finns listade i Catalogue of Life.